# HD 17092 b
HD 17092 b는 페르세우스자리 방향으로 지구로부터 약 355광년 떨어진 곳에 있는 항성 HD 17092를 도는 외계 행성이다.

## 발견
2007년 폴란드 니콜라우스 코페르니쿠스 대학 교수 A. Niedzielski가 이끄는 연구진이 항성 HD 17092 주변을 도는 외계 행성 한 개를 발견했다. 연구진에는 펜 스테이트, 스피처 과학 센터, 제트 추진 연구소, 텍사스 대학의 연구진들도 가세했다. 하비-에버리 망원경을 이용해 행성을 발견했다.

## 특징
HD 17092 b의 최소 질량은 목성의 4.6배이다. 항성과 행성 사이 평균 거리는 지구~태양 간격보다 약간 더 큰 1.29 천문단위이다. 궤도이심률은 0.166으로 외계 행성들 중에서는 비교적 작은 편이다.
질량이 크고 중력도 세기 때문에 행성 반지름은 목성보다 약간 작을 것이다. 표면 온도는 402 켈빈으로 수다르스키의 행성 겉모습 분류에 따르면 III형처럼 보일 것이다. III형은 구름 없이 푸른 빛의 대기가 펼쳐져 있는 형태이다.